# Radio Holger
Radio Holger var en lokalradiostation i København, som flere gange har været på kant med lovgivingen pga. overtrædelser af straffelovens racismeparagraf. Radiostationen ejedes af Kaj Vilhelmsen, der også fungerede som studievært.
Stationen har flere gange været i modvind pga. racistiske udtalelser. På baggrund af en udsendelse besluttede Radio- og tv-nævnet 16. august 2005 at inddrage Radio Holgers sendetilladelse i tre måneder på grund af overtrædelse af lokalradiobekendtgørelsens forbud mod at sende programmer, der opfordrer til had på grund af bl.a. race, nationalitet eller religion. Kaj Vilhelmsen blev desuden 13. februar 2006 idømt 14 dages betinget fængsel for overtrædelse af straffelovens racismeparagraf. 
10. november 2006 fik Radio Holger inddraget sin sendetilladelse indtil videre, fordi stationen afviste at aflevere en kopi af en bestemt udsendelse til Radio- og tv-nævnet, da nævnet ikke kunne motivere dette krav.
Radio Holger fungerede derefter som internetradio frem til 
medio marts 2013, hvor Kaj Vilhelmsen valgte at forsætte sit arbejde med den nyetablerede internetavis Nationaldemokraten.
Radio Holger Internets sidste udsendelse kom på nettet 15. marts 2013.